# كرة الفيفا الذهبية 2011
كرة الفيفا الذهبية 2011 هي جائزة فردية عالمية تمنح لأفضل لاعب كرة قدم في سنة 2011. تعدّ جائزة هذه السنة هي النسخة السادسة والخمسين لجائزة الكرة الذهبية التي بدأت سنة 1956 والتي كانت تمنح من مجلة فرانس فوتبول، بينما هي النسخة الثانية من كرة الفيفا الذهبية التي هي نتيجة اندماج الجائزة التي تقدمها فرانس فوتبول والفيفا سنة 2010.
فاز بالكرة الذهبية لسنة 2011 الأرجنتيني ليونيل ميسي لاعب نادي برشلونة للمرة الثالثة في تاريخه والثالثة على التوالي.

## الفائزين

### كرة الفيفا الذهبية (رجال)
المرشحون الثالثة لجائزة كرة الفيفا الذهبية 2011:
| #      | اللاعب            | البلد     | النادي     | الأصوات |
| ------ | ----------------- | --------- | ---------- | ------- |
| الأول  | ليونيل ميسي       | الأرجنتين | برشلونة    | 47.88%  |
| الثاني | كريستيانو رونالدو | البرتغال  | ريال مدريد | 21.60%  |
| الثالث | تشافي             | إسبانيا   | برشلونة    | 9.23%   |

المرشحين الآخرين:
| #  | اللاعب              | البلد      | النادي                       | الأصوات |
| -- | ------------------- | ---------- | ---------------------------- | ------- |
| 4  | أندريس إنييستا      | إسبانيا    | برشلونة                      | 6.01%   |
| 5  | واين روني           | إنجلترا    | مانشستر يونايتد              | 2.31%   |
| 6  | لويس سواريز         | الأوروغواي | أياكس / ليفربول              | 1.48%   |
| 7  | دييغو فورلان        | الأوروغواي | أتلتيكو مدريد / إنتر ميلان   | 1.43%   |
| 8  | صامويل إيتو         | الكاميرون  | إنتر ميلان / أنجي محج قلعة   | 1.34%   |
| 9  | إيكر كاسياس         | إسبانيا    | ريال مدريد                   | 1.29%   |
| 10 | نيمار               | البرازيل   | سانتوس                       | 1.12%   |
| 11 | مسعود أوزيل         | ألمانيا    | ريال مدريد                   | 0.76%   |
| 12 | ويسلي سنايدر        | هولندا     | إنتر ميلان                   | 0.72%   |
| 13 | توماس مولر          | ألمانيا    | بايرن ميونخ                  | 0.64%   |
| 14 | دافيد فيا           | إسبانيا    | برشلونة                      | 0.53%   |
| 15 | باستيان شفاينشتايغر | ألمانيا    | بايرن ميونخ                  | 0.50%   |
| 16 | تشابي ألونسو        | إسبانيا    | ريال مدريد                   | 0.48%   |
| 17 | سيرخيو أغويرو       | الأرجنتين  | أتلتيكو مدريد / مانشستر سيتي | 0.48%   |
| 18 | إريك أبيدال         | فرنسا      | برشلونة                      | 0.36%   |
| 19 | داني ألفيس          | البرازيل   | برشلونة                      | 0.34%   |
| 20 | كريم بنزيما         | فرنسا      | ريال مدريد                   | 0.34%   |
| 21 | سيسك فابريغاس       | إسبانيا    | أرسنال / برشلونة             | 0.29%   |
| 22 | ناني                | البرتغال   | مانشستر يونايتد              | 0.26%   |
| 23 | جيرارد بيكيه        | إسبانيا    | برشلونة                      | 0.22%   |

### الكرة الذهبية (سيدات)
المرشحون الثالثة لجائزة كرة الفيفا الذهبية للنساء 2011:
| #      | اللاعب      | البلد            | النادي              | ملاحظات |
| ------ | ----------- | ---------------- | ------------------- | ------- |
| الأول  | هوماري ساوا | اليابان          | إيناك كوبي ليونيسا  | 28.51%  |
| الثاني | مارتا       | البرازيل         | غربي، نيويورك، فلاش | 17.28%  |
| الثالث | هوماري ساوا | الولايات المتحدة | ماغيتشجاك           | 13.26%  |

المرشحين الآخرين:
| #      | اللاعب            | البلد            | النادي              | الأصوات |
| ------ | ----------------- | ---------------- | ------------------- | ------- |
| الرابع | آية مياما         | اليابان          | أوكاياما يونوغو بيل | 12.18%  |
| الخامس | هوب سولو          | الولايات المتحدة | ماغيتشجاك           | 7.83%   |
| السادس | لوتا شيلين        | السويد           | ليون                | 4.85%   |
| السابع | كيرستين قارفريكيس | ألمانيا          | فرانكفورت           | 4.73%   |
| الثامن | أليكس مورغان      | الولايات المتحدة | غربي، نيويورك، فلاش | 4.34%   |
| التاسع | لويزا نسيب        | فرنسا            | ليون                | 3.21%   |
| العاشر | سونيا بومباستور   | فرنسا            | ليون                | 2.99%   |

### مدرب السنة لكرة القدم (رجال)
المرشحين الثلاثة:
| #      | المدرب          | البلد    | الفريق          | الأصوات |
| ------ | --------------- | -------- | --------------- | ------- |
| الأول  | سونيا بومباستور | إسبانيا  | برشلونة         | 41.92%  |
| الثاني | سونيا بومباستور | إسكتلندا | مانشستر يونايتد | 15.61%  |
| الثالث | جوزيه مورينيو   | البرتغال | ريال مدريد      | 12.43%  |

المرشحين الآخرين:
| #      | المدرب            | البلد      | الفريق           | الأصوات |
| ------ | ----------------- | ---------- | ---------------- | ------- |
| الرابع | فيسنتي ديل بوسكي  | إسبانيا    | إسبانيا          | 9.12%   |
| الخامس | أوسكار تاباريز    | الأوروغواي | الأوروغواي       | 7.47%   |
| السادس | يواخيم لوف        | ألمانيا    | ألمانيا          | 4.40%   |
| السابع | أندريه فيلاش-بواش | البرتغال   | بورتو تشيلسي     | 4.16%   |
| الثامن | أرسين فينغر       | فرنسا      | أرسنال           | 1.91%   |
| التاسع | يورغن كلوب        | ألمانيا    | بوروسيا دورتموند | 1.54%   |
| العاشر | رودي غارسيا       | فرنسا      | ليل              | 0.89%   |

### مدرب السنة لكرة القدم (سيدات)
المرشحين الثلاثة:
| #      | المدرب       | البلد   | الفريق           | ملاحظات |
| ------ | ------------ | ------- | ---------------- | ------- |
| الأول  | نوريو ساساكي | اليابان | اليابان          | 45.57%  |
| الثاني | بيا سوندهاج  | السويد  | الولايات المتحدة | 15.83%  |
| الثالث | برونو بيني   | فرنسا   | فرنسا            | 10.28%  |

### فريق الفيفا/فيفبرو
| المركز | اللاعب            | البلد     | النادي          |
| ------ | ----------------- | --------- | --------------- |
| GK     | إيكر كاسياس       | إسبانيا   | ريال مدريد      |
| DF     | داني ألفيس        | البرازيل  | برشلونة         |
| DF     | جيرارد بيكيه      | إسبانيا   | برشلونة         |
| DF     | سيرخيو راموس      | إسبانيا   | ريال مدريد      |
| DF     | نيمانيا فيديتش    | صربيا     | مانشستر يونايتد |
| MF     | تشابي ألونسو      | إسبانيا   | ريال مدريد      |
| MF     | أندريس إنييستا    | إسبانيا   | برشلونة         |
| MF     | تشافي             | إسبانيا   | برشلونة         |
| FW     | كريستيانو رونالدو | البرتغال  | ريال مدريد      |
| FW     | ليونيل ميسي       | الأرجنتين | برشلونة         |
| FW     | واين روني         | إنجلترا   | مانشستر يونايتد |

### جائزة بوشكاش لأفضل هدف
| #      | اللاعب      | البلد     | النادي          | ملاحظات |
| ------ | ----------- | --------- | --------------- | ------- |
| الأول  | نيمار       | البرازيل  | سانتوس          |         |
| الثاني | واين روني   | إنجلترا   | مانشستر يونايتد |         |
| الثالث | ليونيل ميسي | الأرجنتين | برشلونة         |         |

### جائزة الرئاسية
- أليكس فيرغسون

### جائزة اللعب النظيف
- اتحاد اليابان لكرة القدم

## روابط خارجية
- France Football Official Ballon d'Or page
- 2011 FIFA Ballon d'Or at "FIFA.com"